# 油井昌由樹
油井 昌由樹（ゆい まさゆき、1947年9月21日 - ）は、神奈川県出身の俳優、会社経営者。編集者、ライター、ナレーター、モデル、商品開発プランナー、レポーター、服飾評論家、プランナー、CM演出家他など、その活動は多岐に渡っている。自称「夕陽評論家」。

## 人物
- 鎌倉学園高等学校卒業。東洋大学を卒業後、世界一周旅行に旅立ち、アウトドアライフの魅力につかれてエディー・バウアーやL・L・ビーンなどのアウトドアグッズを日本に持ち帰り、日本で最初のアウトドアSHOPをオープンさせた。
- 平凡パンチ増刊「SKI LIFE」（平凡出版）の編集に参画。この企画が後の「MADE IN U.S.A.」の発刊につながる。
- 全盛期の雑誌「POPEYE」（平凡出版）の表紙を飾る。
- 1980年代初頭、HONDA バラードのCMに家族とともに出演。
- 俳優としては1980年の『影武者』以来、4本の黒澤明監督作品に出演した。その他に黒澤明に関するテレビ番組の企画・インタビューを手掛けている。
- 2001年にはロバート・カーライル、キーファー・サザーランド主演の『エンド・オブ・オール・ウォーズ』（米映画）に日本人将校・ノグチ 役で出演。
- 夕陽評論家としては1981年から執筆活動を、1987年からテレビ番組等の演出を続けている。
- サントリーオールドCM「恋は遠い日の花火ではない」のナレーションを担当。

## 主な出演作品

### 映画出演
黒澤明作品
- 『影武者』（1980年）
- 『乱』（1985年）
- 『夢』（1990年）
- 『まあだだよ』（1993年）桐山役

その他
- 『キネマの天地』 - 長野カメラマン 役（1986年）
- 『男はつらいよ 知床慕情』 - 漁協理事・文男 役（1987年）
- 『バナナシュート裁判』（1989年）
- 『シベリア超特急』シリーズ (1996～2005年) - ナレーター
- 『学校2』（1996年）
- 『クワイ河収容所の奇蹟』 - ノグチ 役（2001年）
- 『その日のまえに』（2008年）
- 『しゃったぁず・4』 - 島田倉三役（2010年）
- 『この空の花 長岡花火物語』 - 羽生善治郎 役（2012年）

他

### テレビドラマ
- 『超星神グランセイザー』（2003年、テレビ東京）- 和久井正樹
- 『ケータイ捜査官7』 第24話（2008年、テレビ東京）
- 『土曜ワイド劇場』 失踪調査人・港亮介（2008年、ABC）
- 『松本清張生誕100年特別企画 疑惑』（2009年、テレビ朝日）
- 『水戸黄門・第42部』 
  - 第1話「お前は助さん 俺は格さん・江戸」（2010年、TBS・C.A.L）- 大目付・丹羽采女正役
  - 第5話「暴かれたヒスイの謎・糸魚川」（2010年、TBS・C.A.L）- 大目付・丹羽采女正役
- 『江〜姫たちの戦国〜』 第1話（2011年、NHK大河ドラマ）- 浅井家家臣・赤尾清綱
- 『相棒 Season 10』 第6話「ラスト・ソング」（2011年11月23日・テレビ朝日）- 支配人・千葉信義 役
- 『ネオ・ウルトラQ』 第1話・第11話（2013年、WOWOW） - 梶原官房長官
- 『我らがパラダイス』（2023年1月8日- 3月12日 、NHK BSプレミアム・BS4K）- 遠藤仁志[1]

### ラジオ番組
- 「キリンJIVE PASSION TALK」夕陽評論家としてDJをつとめる　平日12時台5分ベルト【FMヨコハマ】
- 『OMEGA AFTER THE SUNSET』 ナビゲーター（1999年〜2000年代初頭、Fm yokohama）

### 吹き替え
- インナースペース（ピート・ブランチャード（ハロルド・シルヴェスター））

### その他
- 100年の音楽（テレビ東京）ナレーション
- 旅スルおつかれ様〜ハーフタイムツアーズ〜（テレビ東京）ナレーション